# MAT

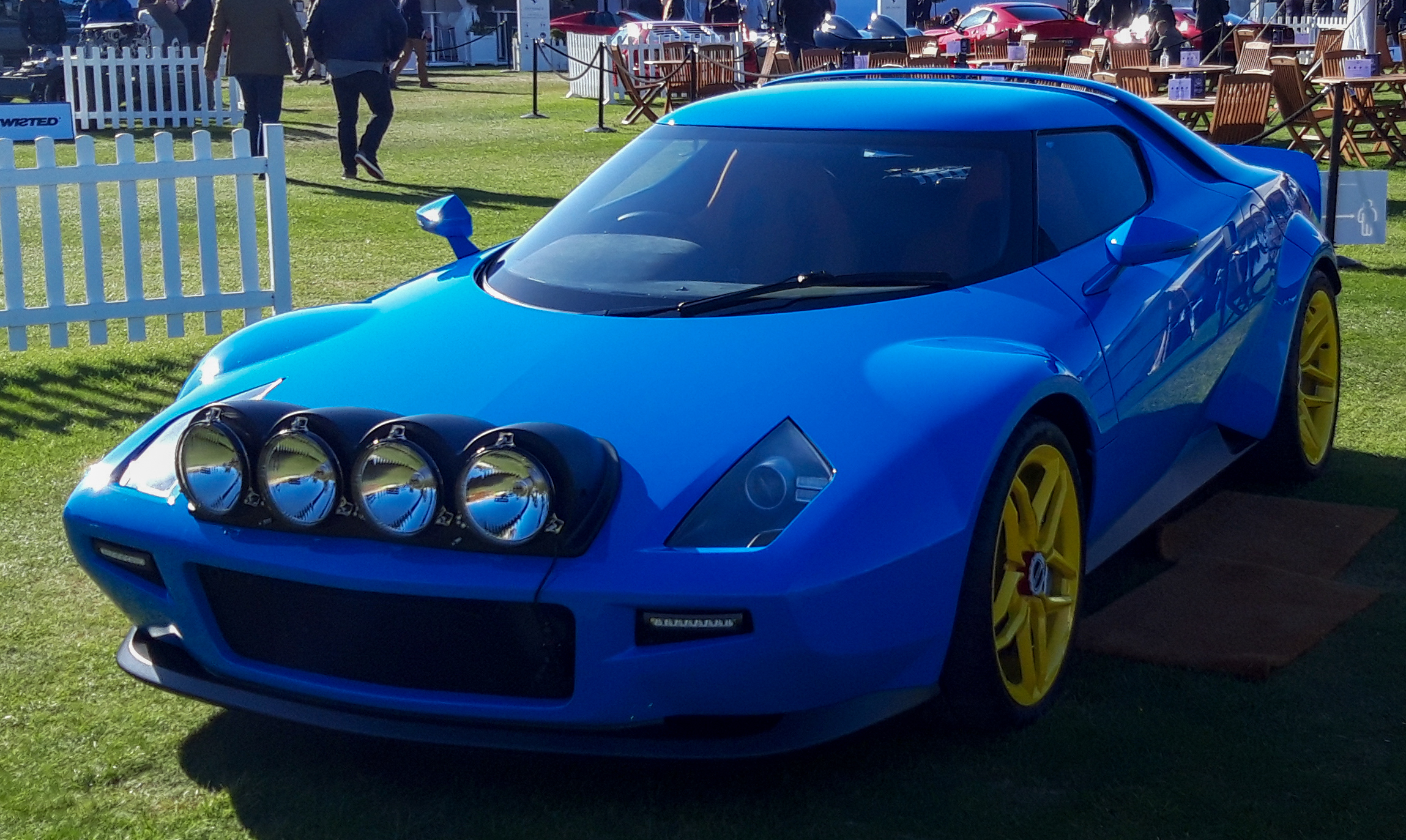
MAT New Stratos

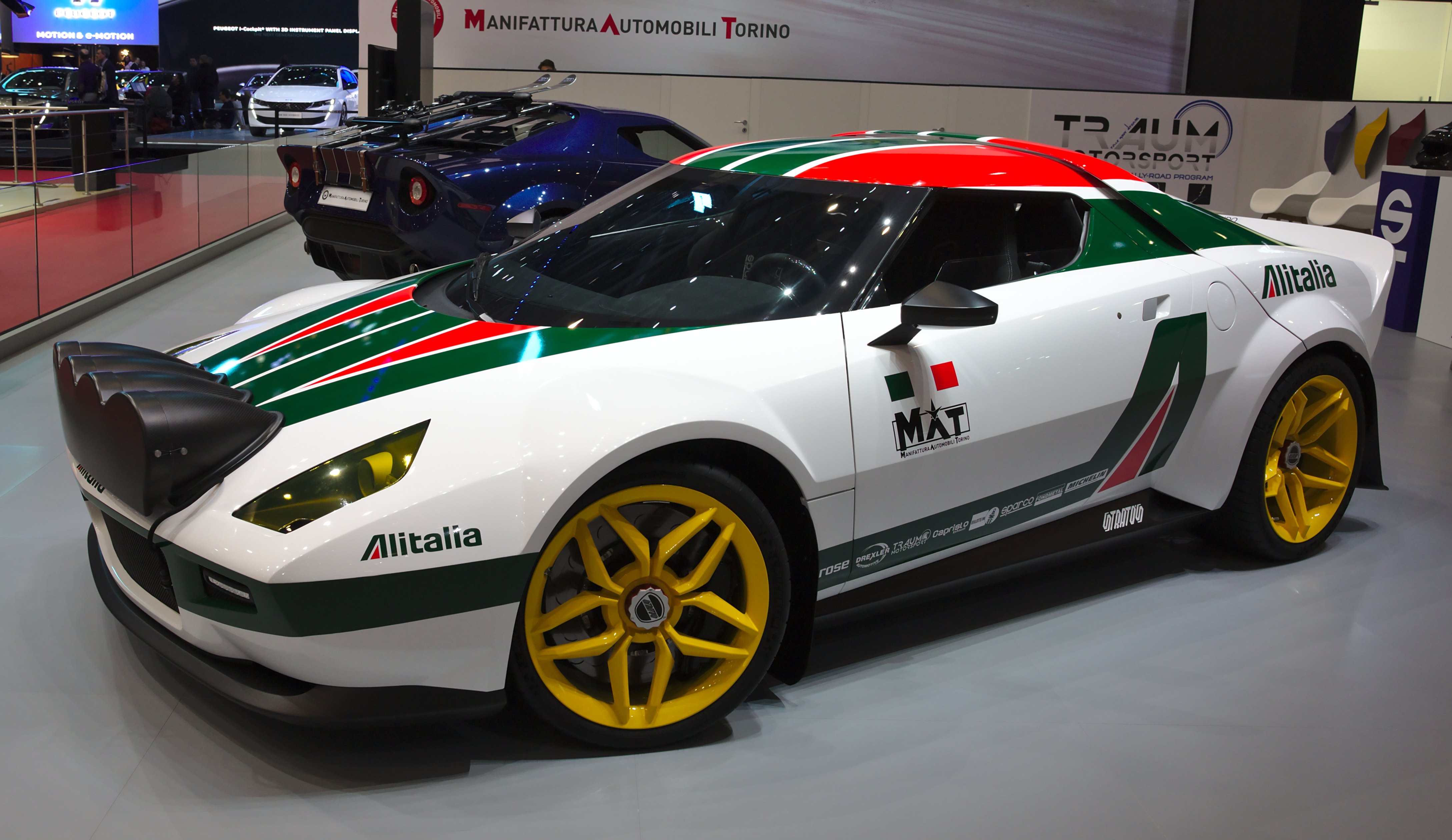
MAT New Stratos Alitalia

Manifattura Automobili Torino S.r.l. – włoski producent samochodów sportowych z siedzibą w Turynie działający od 2014 roku.

## Historia
W 2014 roku inżynier i projektant Paolo Garella, który dotychczas pracował dla włoskiego studia Pininfarina, zdecydował się z niego odejść i założyć własne przedsiębiorstwo Manifattura Automobili Torino, w skrócie MAT. W kolejnych latach skoncentrowano się na współpracy z producentami hipersamochodów, poczynając od amerykańskiej firmy SCG. Produkcja jej wyścigowego modelu 003C odbywała się przez kolejne 3 lata w zakładach MAT na przedmieściach Turynu.
Firma poza produkcją nawiązał też współpracę na polu inżynieryjnym i konstrukcyjnym. W 2017 roku włoskie przedsiębiorstwo ogłosiło, że brało udział w pracach nad niemieckim supersamochodem Apollo Intensa Emozione, którego wyprodukowano we włoskiej fabryce MAT.
W lutym 2018 roku MAT przedstawił swój autorski projekt limitowanego samochodu New Stratos jako rozwinięcie koncepcji nowożytnej inrepretacji Lancii Stratos, która powstała bez powodzenia w 2010 roku z inicjatywy niemieckiego miliardera Michaela Stoschka. Samochód powstał w łącznej liczbie 25 egzemplarzy.
W 2019 roku MAT nawiązał współpracę z japońskim przedsiębiorstwem Aspark, na mocy której w fabryce w Turynie uruchomiono produkcję produkcyjnej wersji elektrycznego hipersamochodu Aspark Owl w 2020 roku.

## Modele samochodów

### Historyczne
- New Stratos (2018)

### Zlecona produkcja
- SCG 003C (2014–2017)
- SCG 003S (2016–2017)
- Apollo Intensa Emozione (2017)
- Aspark Owl (od 2019)